# 格勒诺布尔圣心圣殿
圣心圣殿（Basilique du Sacré-Cœur）是一座罗马天主教宗座圣殿，位于法国奥弗涅-罗讷-阿尔卑斯大区伊泽尔省省会格勒诺布尔，属于 天主教格勒诺布尔-維埃納教区。该堂始建于1922年，2016年建成，采用罗马-拜占庭风格，位于杜延-戈塞广场（place du Doyen-Gosse），旧入口在埃米尔-盖马德街（rue Émile-Gueymard）4号，新入口在法国国家铁路车站对面。